# Liste rouge des champignons de Suisse
La liste rouge des champignons de Suisse est une liste établie au  niveau national et régional ayant pour but de montrer la situation actuelle de menace pesant sur les espèces. Cette liste est réalisée par l’Institut fédéral de recherches sur la forêt, la neige et le paysage et a été publiée par l’Office fédéral de l'environnement en 2007. Elle constitue la partie suisse de la liste rouge de l'UICN.

## Taxons en danger critique (CR)
- Aleurocystidiellum subcruentatum
- Camarophyllopsis atropuncta
- Camarophyllopsis foetens
- Camarophyllopsis micacea
- Camarophyllopsis phaeophylla
- Camarophyllopsis schulzeri
- Chalciporus pseudorubinus
- Clavaria rosea
- Clitocybe collina
- Clitocybula abundans
- Coprinus martinii
- Coprinus phaeosporus
- Cortinarius aureopulverulentus
- Cortinarius avellaneocoeruleus
- Cortinarius caesiocortinatus
- Cortinarius phrygianus
- Cortinarius subpurpurascens
- Crepidotus ehrendorferi
- Disciseda bovista
- Entoloma roseum
- Exidia cartilaginea
- Floccularia straminea
- Gastrosporium simplex
- Gautieria mexicana
- Geastrum coronatum
- Gerronema brevibasidiatum
- Hohenbuehelia longipes
- Hygrocybe calyptriformis
- Hygrophorus leporinus
- Hygrophorus pleurotoides
- Hygrophorus spodoleucus
- Hymenogaster vulgaris
- Hysterangium separabile
- Inocybe humilis
- Inocybe hygrophorus
- Inocybe relicina
- Lactarius fascinans
- Lactarius luteolus
- Leucopaxillus macrocephalus
- Lobulicium occultum
- Marasmius hudsonii
- Marasmius tremulae
- Melanophyllum eyrei
- Mycena fagetorum
- Mycena favrei
- Mycena grisellina
- Mycena latifolia
- Mycena mucor
- Mycena smithiana
- Mycenella favreana
- Myriostoma coliforme
- Omphalina fusconigra
- Phellinus pini
- Phellinus torulosus
- Phellinus viticola
- Pholiota henningsii
- Pluteus granulatus
- Pluteus hiatulus
- Pluteus poliocnemis
- Poronia punctata
- Porpoloma spinulosum
- Psilocybe velifera
- Pulveroboletus hemichrysus
- Ramaria broomei
- Ramaria curta
- Ramaria roellinii
- Ripartites albidoincarnata
- Ripartites serotinus
- Russula galochroa
- Sarcodon fennicus
- Scleroderma polyrhizum
- Skeletocutis lilacina
- Squamanita odorata
- Squamanita paradoxa
- Stropharia hornemannii
- Tricholoma apium
- Tulostoma melanocyclum
- Tulostoma petrii

## Taxon en danger (EN)
- Agaricus altipes
- Agaricus leucotrichus
- Agaricus lutosus
- Agaricus subperonatus
- Amanita beckeri
- Amanita friabilis
- Amyloporiella crassa
- Antrodia lenis
- Antrodia malicola
- Antrodia ramentacea
- Antrodia sinuosa
- Arrhenia roseola
- Asterostroma laxum
- Bankera fuligineoalba
- Bolbitius pluteoides
- Boletopsis grisea
- Boletus dupainii
- Boletus junquilleus
- Boletus pseudoregius
- Boletus regius
- Boletus torosus
- Botryotinia calthae
- Botryotinia ranunculi
- Bovista limosa
- Bovista paludosa
- Bovista pusilla
- Bovista tomentosa
- Byssonectria terrestris
- Camarophyllus berkeleyianus
- Camarophyllus cinereus
- Candelabrochaete septocystidia
- Cantharellus ianthinoxanthus
- Ceriporiopsis gilvescens
- Ceriporiopsis resinascens
- Chamonixia caespitosa
- Ciboria viridifusca
- Clavaria argillacea
- Clavaria candida
- Clavaria fumosa
- Clavaria incarnata
- Clavaria zollingeri
- Clavulicium macounii
- Clavulina amethystina
- Clavulinopsis luteoalba
- Clitocybe barbularum
- Clitocybe elegantula
- Clitocybe ericetorum
- Clitocybe favrei
- Clitocybe glareosa
- Clitocybe lateritia
- Clitocybe lituus
- Clitocybe martiorum
- Clitocybe pseudoobbata
- Clitocybe truncicola
- Clitocybe tuba
- Collybia nivalis
- Cordyceps sphecocephala
- Cortinarius arcuatorum
- Cortinarius argutus
- Cortinarius arquatus
- Cortinarius aureofulvus
- Cortinarius azureovelatus
- Cortinarius balteatoalbus
- Cortinarius balteatocumatilis
- Cortinarius caerulescentium
- Cortinarius caesiocyaneus
- Cortinarius caesiostramineus
- Cortinarius corrosus
- Cortinarius crassus
- Cortinarius dibaphus
- Cortinarius glandicolor
- Cortinarius guttatus
- Cortinarius mairei
- Cortinarius malachioides
- Cortinarius miniatopus
- Cortinarius moenne-loccozii
- Cortinarius phoeniceus
- Cortinarius prasinus
- Cortinarius psammocephalus
- Cortinarius pseudocyanites
- Cortinarius pumilus
- Cortinarius rapaceus
- Cortinarius raphanoides
- Cortinarius saniosus
- Cortinarius saporatus
- Cortinarius spadiceus
- Cortinarius subannulatus
- Cortinarius subferrugineus
- Cortinarius subporphyropus
- Cortinarius talus
- Cortinarius tophaceus
- Cortinarius turmalis
- Cortinarius variegatus
- Cortinarius vespertinus
- Cortinarius xanthophyllus
- Cortinarius zinziberatus
- Cotylidia undulata
- Crepidotus autochthonus
- Cyphellostereum laeve
- Cystolepiota moelleri
- Daldinia occidentalis
- Dentipellis fragilis
- Dermoloma pseudocuneifolium
- Diplomitoporus flavescens
- Discina leucoxantha
- Discina melaleuca
- Discina parma
- Disciseda candida
- Encoelia fascicularis
- Entoloma bloxamii
- Entoloma caccabus
- Entoloma carneogriseum
- Entoloma clandestinum
- Entoloma costatum
- Entoloma cuspidiferum
- Entoloma exile
- Entoloma favrei
- Entoloma griseorubidum
- Entoloma lividocyanulum
- Entoloma minutum
- Entoloma neglectum
- Entoloma phaeocyathus
- Entoloma plebejum
- Entoloma porphyrophaeum
- Entoloma sphagnorum
- Entoloma turci
- Entoloma vinaceum
- Exobasidium karstenii
- Exobasidium pachysporum
- Fibroporia vaillantii
- Flammulaster ferrugineus
- Flammulaster granulosus
- Galerina cinctula
- Galerina jaapii
- Galerina pseudomniophila
- Galerina salicicola
- Ganoderma valesiacum
- Geastrum melanocephalum
- Geastrum nanum
- Geoglossum cookeanum
- Gerronema chrysophyllum
- Gerronema josserandii
- Gymnopilus flavus
- Gymnopilus odini
- Gymnopilus picreus
- Gymnopilus stabilis
- Haasiella venustissima
- Hebeloma claviceps
- Helvella phlebophora
- Hemimycena mairei
- Hericium erinaceum
- Hohenbuehelia mastrucata
- Hydnellum auratile
- Hydnellum compactum
- Hydnellum geogenium
- Hydnum albidum
- Hydropus atramentosus
- Hygrocybe coccineocrenata
- Hygrocybe ingrata
- Hygrocybe insipida
- Hygrocybe mucronella
- Hygrocybe parvula
- Hygrocybe spadicea
- Hygrocybe subglobispora
- Hygrophorus calophyllus
- Hygrophorus purpurascens
- Hyphoderma transiens
- Hypholoma ericaeoides
- Hypholoma laeticolor
- Hypholoma subericaeum
- Hypocreopsis lichenoides
- Hypoxylon howeianum
- Hypoxylon serpens
- Hypsizygus ulmarius
- Inocybe agardhii
- Inocybe albovelutipes
- Inocybe alnea
- Inocybe amblyspora
- Inocybe auricoma
- Inocybe decipiens
- Inocybe dunensis
- Inocybe flavella
- Inocybe geraniodora
- Inocybe griseovelata
- Inocybe hirtelloides
- Inocybe leptocystis
- Inocybe melanopus
- Inocybe proximella
- Inocybe rhacodes
- Inocybe salicis
- Inocybe sambucina
- Inocybe tabacina
- Inocybe tenebrosa
- Inocybe tricolor
- Inocybe xanthomelas
- Inonotus cuticularis
- Inonotus rheades
- Ischnoderma resinosum
- Jahnoporus hirtus
- Lactarius aspideus
- Lactarius bertillonii
- Lactarius dryadophilus
- Lactarius mairei
- Lactarius musteus
- Lactarius quieticolor
- Lactarius resimus
- Lactarius salicis-reticulatae
- Lactarius spinosulus
- Lactarius subumbonatus
- Leccinum piceinum
- Leccinum vulpinum
- Lentinus cyathiformis
- Lenzites warnieri
- Lepiota ignicolor
- Lepiota lilacea
- Lepiota oreadiformis
- Lepiota parvannulata
- Lepiota pseudoasperula
- Lepiota pseudofelina
- Lepiota tomentella
- Leucoagaricus badhamii
- Leucoagaricus pulverulentus
- Leucopaxillus rhodoleucus
- Limacella delicata
- Lycoperdon altimontanum
- Lycoperdon ericaeum
- Lyophyllum macrosporum
- Lyophyllum ochraceum
- Macrolepiota heimii
- Macrolepiota venenata
- Marasmiellus candidus
- Marasmiellus tricolor
- Marasmius anomalus
- Marasmius buxi
- Marasmius chordalis
- Marasmius collinus
- Marasmius epidryas
- Marasmius quercophilus
- Marasmius saccharinus
- Microglossum viride
- Mycena alphitophora
- Mycena avenacea
- Mycena clavicularis
- Mycena floridula
- Mycena pearsoniana
- Mycena pseudopicta
- Mycena purpureofusca
- Mycena urania
- Mycenella trachyspora
- Naucoria bohemica
- Omphalina obscurata
- Omphalina philonotis
- Omphalina rustica
- Omphalina sphagnicola
- Omphalotus olearius
- Otidea bufonia
- Oxyporus latemarginatus
- Oxyporus obducens
- Pachykytospora tuberculosa
- Panaeolus fontinalis
- Panus suavissimus
- Peniophora polygonia
- Peniophora violaceolivida
- Phaeocollybia cidaris
- Phaeocollybia festiva
- Phaeocollybia jennyae
- Phaeogalera stagnina
- Phanerochaete martelliana
- Phellinus ferrugineofuscus
- Phellinus lundellii
- Phellinus nigricans
- Phellinus nigrolimitatus
- Phellinus rhamni
- Phlebiella pseudotsugae
- Pholiota heteroclita
- Pholiota limonella
- Pholiotina aeruginosa
- Pholiotina cyanopus
- Plectania melastoma
- Pleurotus eryngii
- Pluteus aurantiorugosus
- Pluteus cyanopus
- Pluteus pellitus
- Pluteus pseudorobertii
- Polyporus rhizophilus
- Psathyrella friesii
- Psathyrella sphagnicola
- Psathyrella typhae
- Pseudoclitocybe obbata
- Pseudomerulius aureus
- Pseudoplectania vogesiaca
- Pseudorhizina sphaerospora
- Ramaria apiculata
- Ramaria flavobrunnescens
- Ramaria neoformosa
- Ramaria testaceoflava
- Ramariopsis pulchella
- Rhodocybe ardosiaca
- Rhodocybe fallax
- Rhodocybe hirneola
- Rhodocybe melleopallens
- Rhodocybe stangliana
- Rhytisma salicinum
- Russula amoenicolor
- Russula anatina
- Russula brunneoviolacea
- Russula carminipes
- Russula cicatricata
- Russula cremeoavellanea
- Russula dryadicola
- Russula emeticicolor
- Russula graveolens
- Russula lilacea
- Russula lundellii
- Russula melzeri
- Russula odorata
- Russula pallidospora
- Russula pectinata
- Russula roseipes
- Russula rubra
- Russula sororia
- Russula veternosa
- Russula vinosobrunnea
- Sarcodon joeides
- Sarcodon leucopus
- Sarcodontia crocea
- Sarcoleotia turficola
- Scleroderma fuscum
- Sericeomyces sericatus
- Simocybe laevigata
- Simocybe reducta
- Sistotrema confluens
- Spathularia neesii
- Spongipellis spumeus
- Spongiporus balsameus
- Squamanita schreieri
- Steccherinum bourdotii
- Steccherinum dichroum
- Stigmatolemma conspersum
- Suillus flavidus
- Tectella patellaris
- Tephrocybe mephitica
- Tricholoma arvernense
- Tricholoma bresadolanum
- Tricholoma colossus
- Tricholoma focale
- Tricholoma inocybeoides
- Tricholoma inodermeum
- Tricholoma roseoacerbum
- Tricholoma sudum
- Tubaria praestans
- Tuber borchii
- Tulostoma squamosum
- Tyromyces chioneus
- Tyromyces floriformis
- Volvariella bombycina
- Xenasma pruinosum
- Xerocomus moravicus
- Xerula caussei

## Taxons vulnérables (VU)
- Abortiporus biennis
- Agaricus benesii
- Agaricus excellens
- Agaricus lanipes
- Agaricus luteomaculatus
- Agaricus macrocarpus
- Agaricus maleolens
- Agaricus nivescens
- Agaricus porphyrizon
- Agrocybe elatella
- Agrocybe firma
- Agrocybe vervacti
- Aleurodiscus amorphus
- Aleurodiscus aurantius
- Amanita caesarea
- Amanita eliae
- Amanita franchetii
- Amanita lividopallescens
- Amanita magnivolvata
- Amanita nivalis
- Amanita pachyvolvata
- Amanita solitaria
- Amanita verna
- Amylostereum laevigatum
- Antrodia albida
- Antrodiella semisupina
- Arcangeliella stephensii
- Ascozonus woolhopensis
- Asterostroma cervicolor
- Astraeus hygrometricus
- Aurantioporus fissilis
- Bankera violascens
- Basidiodendron cinereum
- Boidinia furfuracea
- Boidinia subasperisporum
- Boletus aereus
- Boletus fechtneri
- Boletus impolitus
- Boletus queletii
- Boletus rhodopurpureus
- Boletus rhodoxanthus
- Calocybe obscurissima
- Calocybe onychina
- Caloscypha fulgens
- Camarophyllus flavipes
- Camarophyllus fuscescens
- Camarophyllus lacmus
- Camarophyllus russocoriaceus
- Cantharellula umbonata
- Cantharellus melanoxeros
- Chalciporus amarellus
- Cheilymenia theleboloides
- Cheilymenia vitellina
- Clavicorona pyxidata
- Clavulinopsis fusiformis
- Clitocybe bresadolana
- Clitocybe festiva
- Clitocybe fuligineipes
- Clitocybe marginella
- Clitocybe maxima
- Clitocybe subsalmonea
- Collybia fodiens
- Collybia hybrida
- Collybia oreadoides
- Collybia prolixa
- Conocybe antipus
- Conocybe aurea
- Conocybe intrusa
- Coprinus echinosporus
- Coprinus latisporus
- Coprinus narcoticus
- Coprinus truncorum
- Cortinarius allutus
- Cortinarius armillatus
- Cortinarius azureus
- Cortinarius betulinus
- Cortinarius bulbosus
- Cortinarius bulliardii
- Cortinarius caesiocanescens
- Cortinarius causticus
- Cortinarius cephalixus
- Cortinarius cinnabarinus
- Cortinarius citrinoolivaceus
- Cortinarius citrinus
- Cortinarius cliduchus
- Cortinarius cotoneus
- Cortinarius croceocoeruleus
- Cortinarius croceoconus
- Cortinarius cumatilis
- Cortinarius cyaneus
- Cortinarius cyanites
- Cortinarius elegantissimus
- Cortinarius emollitus
- Cortinarius fulmineus
- Cortinarius haematochelis
- Cortinarius herpeticus
- Cortinarius humicola
- Cortinarius largus
- Cortinarius lignicolus
- Cortinarius lividoviolaceus
- Cortinarius papulosus
- Cortinarius paracephalixus
- Cortinarius pholideus
- Cortinarius porphyropus
- Cortinarius pseudoglaucopus
- Cortinarius pseudosulphureus
- Cortinarius rufoolivaceus
- Cortinarius scutulatus
- Cortinarius sebaceus
- Cortinarius sodagnitus
- Cortinarius triumphans
- Cortinarius vulpinus
- Creolophus cirrhatus
- Crinipellis scabella
- Cristinia gallica
- Cudoniella clavus
- Cyphella digitalis
- Cystoderma superbum
- Cystoderma terrei
- Dacryobolus sudans
- Dermoloma cuneifolium
- Dichomitus campestris
- Entoloma alpicola
- Entoloma aprile
- Entoloma asprellum
- Entoloma atrocoeruleum
- Entoloma atrosericeum
- Entoloma corvinum
- Entoloma dichroum
- Entoloma dysthaloides
- Entoloma elodes
- Entoloma griseocyaneum
- Entoloma griseoluridum
- Entoloma infula
- Entoloma jubatum
- Entoloma lanicum
- Entoloma lepidissimum
- Entoloma majaloides
- Entoloma placidum
- Entoloma prunuloides
- Entoloma pseudocoelestinum
- Entoloma pseudoturbidum
- Entoloma rhodocylix
- Entoloma saepium
- Entoloma saundersii
- Entoloma scabiosum
- Entoloma sericatum
- Entoloma sordidulum
- Entoloma tjallingiorum
- Entoloma versatile
- Entoloma xanthochroum
- Erythricium laetum
- Exobasidium vacciniiuliginosi
- Flammulaster carpophilus
- Flammulaster limulatus
- Flammulaster muricatus
- Flammulina fennae
- Galerina pseudotundrae
- Galzinia incrustans
- Ganoderma resinaceum
- Geoglossum glutinosum
- Geopyxis foetida
- Gerronema marchantiae
- Gerronema prescotii
- Gerronema strombodes
- Gloeocystidiellum lactescens
- Gloeocystidiellum ochraceum
- Gloeoporus dichrous
- Gomphidius roseus
- Guepiniopsis buccina
- Gymnopilus subsphaerosporus
- Gyromitra accumbens
- Gyroporus castaneus
- Hebeloma fastibile
- Hebeloma helodes
- Hebeloma minus
- Hebeloma perpallidum
- Hebeloma pumilum
- Hebeloma remyi
- Hebeloma sinuosum
- Hebeloma strophosum
- Hebeloma syrjense
- Hebeloma tomentosum
- Hebeloma versipelle
- Helvella dissingii
- Helvella queletii
- Hemimycena crispata
- Hemimycena ochrogaleata
- Hericium coralloides
- Hericium flagellum
- Hohenbuehelia auriscalpium
- Hohenbuehelia grisea
- Hydnellum spongiosipes
- Hydnocystis piligera
- Hydropus scabripes
- Hygrocybe calciphila
- Hygrocybe ceracea
- Hygrocybe fornicata
- Hygrocybe helobia
- Hygrocybe konradii
- Hygrocybe laeta
- Hygrocybe nitrata
- Hygrocybe obrussea
- Hygrocybe ovina
- Hygrocybe punicea
- Hygrocybe reidii
- Hygrocybe turunda
- Hygrophorus arbustivus
- Hygrophorus atramentosus
- Hygrophorus hedrychii
- Hygrophorus latitabundus
- Hygrophorus leucophaeus
- Hygrophorus ligatus
- Hygrophorus lindtneri
- Hygrophorus mesotephrus
- Hygrophorus persicolor
- Hygrophorus poetarum
- Hygrophorus russula
- Hymenochaete cruenta
- Hymenochaete tabacina
- Hymenoscyphus albidus
- Hymenoscyphus equisetinus
- Hymenoscyphus imberbis
- Hymenoscyphus rhodoleucus
- Hyphoderma capitatum
- Hyphoderma roseocremeum
- Hyphodermella corrugata
- Hyphodontia abieticola
- Hyphodontia quercina
- Hyphodontia spathulata
- Hypholoma polytrichi
- Hypochnicium detriticum
- Inocybe bresadolae
- Inocybe calospora
- Inocybe concinnula
- Inocybe curvipes
- Inocybe frigidula
- Inocybe hystrix
- Inocybe luteipes
- Inocybe maculipes
- Inocybe margaritispora
- Inocybe monochroa
- Inocybe mundula
- Inocybe oblectabilis
- Inocybe ovatocystis
- Inocybe perlata
- Inocybe phaeosticta
- Inocybe pseudohiulca
- Inocybe squamata
- Inocybe strigiceps
- Inonotus obliquus
- Ischnoderma trogii
- Lachnum nudipes
- Lachnum pygmaeum
- Lacrymaria pyrotricha
- Lactarius acerrimus
- Lactarius azonites
- Lactarius citriolens
- Lactarius controversus
- Lactarius flavidus
- Lactarius flexuosus
- Lactarius glaucescens
- Lactarius helvus
- Lactarius hepaticus
- Lactarius hysginus
- Lactarius lacunarum
- Lactarius mammosus
- Lactarius omphaliformis
- Lactarius repraesentaneus
- Lactarius romagnesii
- Lactarius rostratus
- Lactarius salicis-herbaceae
- Lactarius scoticus
- Lactarius serifluus
- Laricifomes officinalis
- Leccinum duriusculum
- Leccinum holopus
- Leccinum molle
- Leccinum quercinum
- Leccinum tessulatum
- Lepiota alba
- Lepiota echinacea
- Lepiota griseovirens
- Lepiota hystrix
- Lepiota ochraceofulva
- Lepiota subalba
- Lepista caespitosa
- Lepista densifolia
- Lepista ricekii
- Lepista rickenii
- Leptoporus mollis
- Leucoagaricus bresadolae
- Leucoagaricus wichanskyi
- Leucopaxillus mirabilis
- Limacella vinosorubescens
- Litschauerella clematidis
- Lycoperdon decipiens
- Lycoperdon frigidum
- Lycoperdon lividum
- Lycoperdon mammiforme
- Lyophyllum favrei
- Lyophyllum incarnatobrunneum
- Lyophyllum tenebrosum
- Macrolepiota olivascens
- Macrolepiota permixta
- Macrolepiota puellaris
- Macrotyphula tremula
- Marasmius capillipes
- Marasmius graminum
- Marasmius tenuiparietalis
- Melanoleuca subpulverulenta
- Melanotus phillipsii
- Membranomyces spurius
- Metulodontia nivea
- Mollisia palustris
- Mucronella calva
- Mycena adonis
- Mycena adscendens
- Mycena niveipes
- Mycena olida
- Mycena olivaceomarginata
- Mycenella margaritispora
- Myriosclerotinia sulcata
- Naucoria alnetorum
- Neottiella rutilans
- Neottiella vivida
- Octavianina asterosperma
- Octospora phagospora
- Omphalina griseopallida
- Omphalina oniscus
- Omphalina pyxidata
- Onnia triqueter
- Ossicaulis lignatilis
- Otidea alutacea
- Otidea leporina
- Panaeolus acuminatus
- Panaeolus cinctulus
- Panaeolus guttulatus
- Panaeolus olivaceus
- Panaeolus reticulatus
- Panaeolus retirugis
- Panellus ringens
- Panus tigrinus
- Paullicorticium niveocremeum
- Peniophora piceae
- Perenniporia medullapanis
- Peziza limnaea
- Peziza moravecii
- Phaeocollybia arduennensis
- Phaeogalera oedipus
- Phaeomarasmius erinaceus
- Phallogaster saccatus
- Phallus hadriani
- Phanerochaete leprosa
- Phellinus chrysoloma
- Phellinus hippophaecola
- Phellinus laevigatus
- Phellinus tremulae
- Phellinus vorax
- Phellodon confluens
- Phellodon melaleucus
- Phellodon niger
- Pholiota alnicola
- Pholiota lucifera
- Pholiota myosotis
- Pholiota nematolomoides
- Pholiota tuberculosa
- Picoa carthusiana
- Pithya cupressina
- Pleurocybella porrigens
- Pleurotus cornucopiae
- Pluteus chrysophaeus
- Pluteus ephebeus
- Pluteus luctuosus
- Pluteus mammifer
- Pluteus minutissimus
- Pluteus thomsonii
- Porpoloma metapodium
- Porpoloma pescaprae
- Protodontia piceicola
- Psathyrella canoceps
- Psathyrella caputmedusae
- Psathyrella cernua
- Psathyrella chondroderma
- Psathyrella cotonea
- Psathyrella pennata
- Psathyrella sacchariolens
- Psathyrella spadicea
- Psathyrella spintrigera
- Pseudoomphalina kalchbrenneri
- Psilocybe coprophila
- Pulveroboletus gentilis
- Pulveroboletus lignicola
- Ramaria bataillei
- Ramaria botrytis
- Ramaria flavescens
- Ramaria ignicolor
- Ramaria myceliosa
- Ramaria subbotrytis
- Resinicium furfuraceum
- Rhizopogon obtextus
- Rhodocybe popinalis
- Rhodoscypha ovilla
- Rickenella mellea
- Russula amoenolens
- Russula claroflava
- Russula consobrina
- Russula cuprea
- Russula curtipes
- Russula elaeodes
- Russula faginea
- Russula fuscorubra
- Russula griseascens
- Russula livescens
- Russula maculata
- Russula medullata
- Russula melliolens
- Russula persicina
- Russula postiana
- Russula pseudointegra
- Russula subfoetens
- Russula taeniospora
- Russula urens
- Russula velenovskyi
- Russula versicolor
- Rutstroemia elatina
- Sarcodon fuligineoviolaceus
- Sarcodon glaucopus
- Sarcodon martioflavus
- Sarcodon scabrosus
- Sarcodon versipellis
- Sarcoleotia globosa
- Scleroderma verrucosum
- Scutellinia mirabilis
- Scutellinia nigrohirtula
- Scutellinia paludicola
- Scutellinia setosa
- Scutiger cristatus
- Scutiger pescaprae
- Sebacina dimitica
- Sericeomyces serenus
- Simocybe rubi
- Simocybe sumptuosa
- Sowerbyella imperialis
- Sowerbyella radiculata
- Spongipellis pachyodon
- Steccherinum oreophilum
- Stigmatolemma urceolatum
- Stropharia albocyanea
- Stropharia melasperma
- Suillus plorans
- Suillus sibiricus
- Tapesia rosae
- Tephrocybe admissa
- Tephrocybe palustris
- Tephrocybe putida
- Thelephora anthocephala
- Thuemenidium atropurpureum
- Tomentella subclavigera
- Trechispora confinis
- Trechispora fastidiosa
- Trechispora microspora
- Trechispora praefocata
- Trechispora stellulata
- Trechispora sulphurea
- Tricholoma acerbum
- Tricholoma caligatum
- Tricholoma fucatum
- Tricholoma pessundatum
- Tricholoma stans
- Tricholoma sulphurescens
- Tricholoma triste
- Tricholoma ustaloides
- Tricholoma viridifucatum
- Tricholomopsis flammula
- Tricholomopsis ornata
- Trichophaeopsis paludosa
- Tubaria confragosa
- Tubaria dispersa
- Tubaria pallidispora
- Tulasnella eichleriana
- Tulostoma brumale
- Tulostoma fimbriatum
- Tylospora asterophora
- Tyromyces placenta
- Verpa bohemica
- Volvariella caesiotincta
- Volvariella taylori
- Xenasma pulverulentum
- Xerocomus armeniacus
- Xerocomus parasiticus
- Xerocomus porosporus
- Xylaria filiformis
- Xylobolus frustulatus